# Liane Haid
Juliane "Liane" Haid (n. 16 august 1895, Viena, Austro-Ungaria – d. 28 noiembrie 2000, Köniz⁠(d), Berna, Elveția) a fost o actriță austriacă. Este considerată prima vedetă a filmului din Austria.

## Biografie
Născută la Viena, Haid s-a format ca dansatoare și cântăreață și a devenit întruchiparea a Süßes Wiener Mädel (cu sensul de dulce fată vieneză) și un model popular în moda anilor 1920 și 1930. A debutat ca actriță cu un film de propagandă realizat în timpul primului război mondial, Mit Herz und Hand fürs Vaterland (1916). A lucrat pentru studiourile de film UFA și a făcut ușor tranziția spre epoca sunetului datorită talentului său de cântăreață, apărând în filme de comedie alături de vedete germane precum Willi Forst, Bruno Kastner, Georg Alexander, Theo Lingen și Heinz Rühmann.
După ce a refuzat mai multe oferte de la Hollywood, a părăsit Germania pentru a se muta în Elveția în 1942. S-a căsătorit cu cercetătorul elvețian Carl Spycher pe care l-a însoțit mulți ani în călătoriile sale de cercetare la tropice.
Printre filmele sale remarcabile se numără Lady Hamilton (1921, rolul care a dus la dezvoltarea carierei sale și începutul recunoașterii critice); Lucrezia Borgia (1922); Die Czardasfürstin (1927, bazată pe opereta lui Emmerich Kálmán); și filmele cu sunet Das Lied ist aus (1930) și Ungeküsst soll man nicht schlafen gehn (1936). Ultimul său rol de film este în Die fünf Karnickel în 1953.
Este sora actriței Grit Haid (1900-1938).

## Filmografie

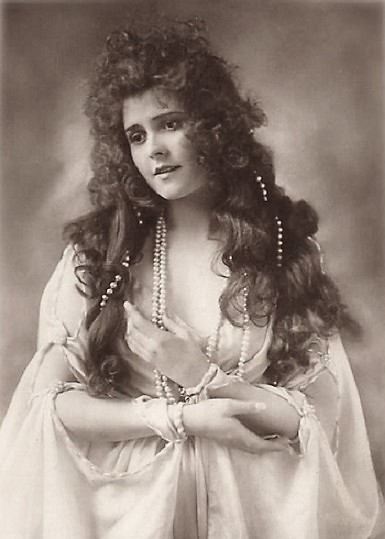
Liane Haid în 1930

- 1915: Mit Herz und Hand fürs Vaterland
- 1916: Mit Gott für Kaiser und Reich
- 1916: Auf der Höhe
- 1916: Der Landstreicher
- 1916: Die Tragödie auf Schloß Rottersheim
- 1916: Lebenswogen
- 1917: Mir kommt keiner aus
- 1917: Der Verschwender
- 1917: Der Doppelselbstmord
- 1917: Der König amüsiert sich
- 1917: Der Schandfleck
- 1918: So fallen die Lose des Lebens
- 1919: Die Ahnfrau
- 1921: Das Geld auf der Straße
- 1921: Der Roman eines Dienstmädchens
- 1921: Lady Hamilton
- 1922: Lucrezia Borgia
- 1923: Schlagende Wetter
- 1926: Die Brüder Schellenberg
- 1926: Im weißen Rößl
- 1926: Als ich wiederkam
- 1926: Der Sohn des Hannibal
- 1927: Der goldene Abgrund
- 1927: Der letzte Walzer
- 1927: Die weiße Sklavin
- 1928: Marquis d’Eon, der Spion der Pompadour
- 1930: Der unsterbliche Lump
- 1930: Das Lied ist aus
- 1931: Die Männer um Luci
- 1932: Ich will nicht wissen, wer du bist
- 1933: Madame wünscht keine Kinder
- 1933: Eine Frau wie du
- 1933: Der Stern von Valencia
- 1933: Sag mir wer du bist
- 1933: Polizeiakte 909 (Taifun)
- 1933: Keine Angst vor Liebe
- 1934: Besuch am Abend
- 1936: Ungeküsst soll man nicht schlafen geh’n
- 1936: Whom the Gods Love
- 1937: Peter im Schnee
- 1940: Die unvollkommene Liebe
- 1953: Die fünf Karnickel